# Jamaaladeen Tacuma
Jamaaladeen Tacuma, (Hempstead, 1956. június 11. –) amerikai dzsesszbőgős.

## Pályafutása
Jamaaladeen Tacuma amerikai avantgárd basszusgitáros, zeneszerző és producer. A New York állambeli Hempsteadben született. Zenekarvezető volt a Gramavision Records lemezkiadónál, és Ornette Colemannel dolgozott az 1970-es, -80-as években, elsődorban Coleman Prime Time nevű zenekarában.

## Albumok
- Show Stopper (1983)
- Renaissance Man (1984)
- Music World (1986)
- [[Jukebox (1988)
- Boss of the Bass (1991)
- Sound Symphony (1992)
- with Basso Nouveau: The Night of Chamber Music (1993)
- Dreamscape (1996)
- Groove 2000 (1998)
- Brotherzone (1999)
- Flavors of Thelonious Monk Reloaded (2008)
- Rendezvous Suite (2011)
- For the Love of Ornette (2010)
- Legends of The Pipe & Sweater (2015)
- Electric Electrico (2016)
- Gnawa Soul Experience (2017)

## Díjak
- 2009: Paralle Culture Award Media Wave Festival